# 梅菉街道
梅菉街道，是中华人民共和国广东省湛江市吴川市下辖的一个街道办事处。原为梅菉镇，1996年改为街道。

## 行政区划
梅菉街道下辖以下地区：
梅岭社区、梅北社区、梅菉头社区、梅山社区、红新社区、城中社区、沿江社区、解放社区、新文社区、红旗社区、东升社区、庐江社区、向阳社区、跃进社区、廖山社区、新城社区、城东社区和永红社区。